# Dicheirus
Dicheirus is een geslacht van kevers uit de familie van de loopkevers (Carabidae). De wetenschappelijke naam van het geslacht is voor het eerst geldig gepubliceerd in 1843 door Carl Gustaf Mannerheim.

## Soorten
Het geslacht Dicheirus omvat de volgende soorten:
- Dicheirus dilatatus Dejean, 1829
- Dicheirus obtusus LeConte, 1852
- Dicheirus piceus Menetries, 1845
- Dicheirus pilosus G. Horn, 1880
- Dicheirus strenuus G.Horn, 1868